# Kaskadjonglering

3-bollskaskad

5-bollskaskad

Kaskadjonglering är ett jongleringsmönster som utförs med ett ojämnt antal föremål som kastas med varannan hand i jämnt tempo med kast i samma höjd ifrån båda händerna. Varje kast ämnar att kasta föremålet över till den andra handen. Det är det vanligaste sättet att utföra jonglering på. 
Kaskadjonglering har siteswap 3, 5, 7 osv.
Rekordet (2006) i kaskadjonglering med bollar 11 stycken, ringar 13 stycken och käglor/pinnar 9 stycken. Dessa rekord innefattar väldigt korta jongleringssessioner, då det är extremt svårt att hålla så många föremål i luften.